# Tutejsi (społeczność)
Tutejsi – samookreślenie przynależności narodowościowej istniejące na pograniczu zasięgu języka polskiego, białoruskiego i ukraińskiego oraz wyznania katolickiego i prawosławnego. W oficjalnym piśmiennictwie naukowym i urzędowym powstało  najprawdopodobniej na przełomie lat 20. i 30. w II Rzeczypospolitej. Oznaczało ludność miejscową (na Polesiu, Podlasiu) mówiącą gwarami białoruskimi lub ukraińskimi i nie wykazującą jednoznacznego poczucia przynależności do zwartych miejscowych grup narodowościowych. Obecnie ten termin nadal jest używany na Podlasiu (województwo podlaskie, Białostocczyzna) i oznacza miejscową ludność wyznania prawosławnego lub ludność wyznania katolickiego pochodzenia białoruskiego. Jest też traktowany jako określenie wszystkich podlaskich prawosławnych lub wszystkich podlaskich Białorusinów; w mniejszym stopniu określenie to zachowało się wśród członków białoruskojęzycznej ludności katolickiej na Podlasiu – tożsamość tej społeczności ewoluuje w kierunku narodowości polskiej.

## Tutejsi Polesia
Określenie takie zaistniało w wynikach powszechnych spisów ludności w 1921 r. (z pytaniem o narodowość) i 1931 r. (z pytaniem o używany język) z Polesia. Do tej pory nie były czynione próby zdefiniowania lub samozdefiniowania przynależności narodowościowej mieszkańców tego obszaru, uważanych za grupę etniczną i zwanych Poleszukami. Zamiast tego badano ich pod względem językowym, i zgodnie polscy oraz rosyjscy językoznawcy stwierdzali istnienie znacznej liczby gwar lokalnych dzielonych na ukraińskie, białoruskie i przejściowe. We wspomnianych spisach powszechnych Poleszucy w zdecydowanej większości określili się jako tutejsi lub mówiący w języku tutejszym (w 1931 r. na 1 132 tys. mieszkańców Polesia 707 tys., czyli 64%, określiło tak swój język, 4,8% podało ukraiński, a 6,6% – białoruski). Taki wynik świadczył o tym, że Poleszucy uznawali się za różniących się od innych zwartych grup zamieszkujących Polesie (jak np. Żydzi czy Polacy) pod względem narodowościowym i językowym. Co do języka, to mówili gwarami, według Majeckiego najbardziej zbliżonymi do języka ukraińskiego.
Jednocześnie nie należy utożsamiać tego pojęcia z autochtonami, gdyż byli nimi wspomniani wyżej np. Polacy. Sam termin był, jak uważa Majecki, wygodny dla władz politycznych II Rzeczypospolitej, gdyż wskazywał grupę społeczną o niewykrystalizowanej samoświadomości narodowej, a tym samym mogącą łatwo być poddaną polonizacji.
Obecnie w skład Polski wchodzi tylko niewielki zachodni skrawek Polesia i termin tutejsi nie jest już z nim w zasadzie związany.

## Tutejsi Podlasia
Przez pierwsze 15 lat istnienia PRL kwestia zróżnicowania narodowościowego ludności Polski nie była eksponowana. Są dane, że dopiero w latach 60. XX wieku zaczęto badać skład narodowościowy na Podlasiu. Na pytania, kim dana osoba się czuje – Polakiem czy Białorusinem, otrzymywano odpowiedź: Ja tutejszy. Pytanie było nieprecyzyjne, gdyż sugerowało, że Podlasie zamieszkują głównie Polacy i Białorusini, a otrzymana odpowiedź wskazywała na trzecią grupę. Termin ten zatem (jak i zamiennie  prawosławni) jest stosowany wobec siebie przez mieszkańców wschodniego Podlasia wyznania prawosławnego, wywodzących się od Małorusinów, tak samo jak współcześni Ukraińcy. W ostatnim okresie zaczęto nazywać tę grupę również Podlaszukami. Podobnie jak Poleszucy, jest to ludność pochodzenia małoruskiego o słabo rozwiniętej świadomości narodowej, wywodząca się z Wołynia, która w  wyniku przemian dziejowych została odseparowana od łączności ze środowiskiem ukraińskim, natomiast uległa mocnemu wpływowi białoruskiemu. Z tego względu obecnie Podlaszucy niezbyt różnią się od polskich Białorusinów, innych wyznawców prawosławia, potomków Krywiczów i Drehowiczów, zamieszkujących obszar na północ od Narwi i Narewki oraz na wschód od Puszczy Knyszyńskiej. Mówią dialektami, które w wyniku zapożyczeń oraz mającej miejsce  polonizacji są do siebie zbliżone na tyle, że przedstawiciele obu grup ludności bezproblemowo porozumiewają się. Tak samo rozpoznawanie przynależności na podstawie końcówek nazwisk (-uk dla ukraińskich, -icz lub bezkońcówkowe dla białoruskich) nie zawsze jest trafne, a kultura ludowa – stroje, budownictwo, pieśni – jest zdominowana przez wpływy białoruskie.
Spotyka się również opinie, głównie ukraińskie, że na Podlasiu termin tutejsi powstał w okresie 1939-1941, gdy obszar ten włączono do Białoruskiej SRR, a ludność ukraińską (małoruską) poddano białorutenizacji. Według tych ocen obecnie na Podlasiu mieszka około 100 tys. Ukraińców, natomiast o identyfikujących się jako prawosławni (tzn. tutejsi) mówi się, że identyfikują się tak niestety, i że ... najważniejszą kwestią dla Ukraińców z Podlasia jest ich integracja w ogólnoukraińską przestrzeń kulturową. Dane ilościowe w tych ocenach są rozbieżne z danymi Narodowego Spisu Powszechnego 2002 r., które podają, iż w Polsce jako Ukraińcy zadeklarowało się trochę ponad 30 tys. osób, z czego prawie 40% mieszka w województwie warmińsko-mazurskim.
W opublikowanych oficjalnych danych spisowych nie występuje określenie tutejszy, a jednocześnie np. Związek Ukraińców w Polsce zarzucał, że w wielu przypadkach rachmistrze spisowi odmawiali wpisania do formularza narodowości innej niż polska lub wpisywali podaną przez ankietowanego ołówkiem by móc później ją zmienić.

## Tutejszość w kulturze
31 sierpnia 1922 roku w Akopach Janka Kupała zakończył pracę nad tragikomedią Tutejszyja (pol. Tutejsi). Utwór ten jest ironiczną panoramą miejskiego życia czasów okupacji, w której przedstawieni są bohaterowie narodowości polskiej, rosyjskiej i białoruskiej.

## Krytyka terminu
Używanie danej nazwy na samookreślenie jest spowodowane nie tylko brakiem poczucia przynależności narodowej charakterystycznej dla obszarów pogranicznych, ale również jest działaniem ochronnym i  wynika z realiów Polski, najbardziej jednolitego narodowo kraju w Europie. W związku z tym jest krytycznie oceniane zarówno przez polskie środowiska ukraińskie, ale też białoruskie. Według takich opinii termin ten stosują wobec siebie polscy Białorusini, oznacza on tubylczy i choć jednoznacznie dla oceniających pejoratywny, ma znaczenie ochronne jako zamaskowanie dążenia do pełnej polonizacji.
W przypadku Polesia są też prezentowane opinie, iż określenie tutejsi wymyślone zostało przez ówczesną administrację wojewódzką podczas spisu z 1931 r., aby zmniejszyć liczbę Białorusinów lub Ukraińców. Według tej opinii wynik poprzedniego spisu z 1921 r. w żaden sposób nie potwierdzał takiego stanu, gdyż aż 375 tys. osób podało tam narodowość białoruską (w 1931 r. zaledwie 75,4 tys.), zaś kolejne 156 tys. zadeklarowało się jako „Rusini", czyli Ukraińcy (tego ostatniego określenia rubryki spisowe nie przewidywały dla Poleszuków).